# Salmonby
Salmonby är en by i civil parish Tetford, i distriktet East Lindsey, i grevskapet Lincolnshire, i England. Byn är belägen 7 km från Horncastle. Salmonby var en civil parish fram till 1987 när blev den en del av Tetford. Civil parish hade 43 invånare år 1961. Byn nämndes i Domedagsboken (Domesday Book) år 1086, och kallades då Salmundebi.